# Divinités grecques chthoniennes

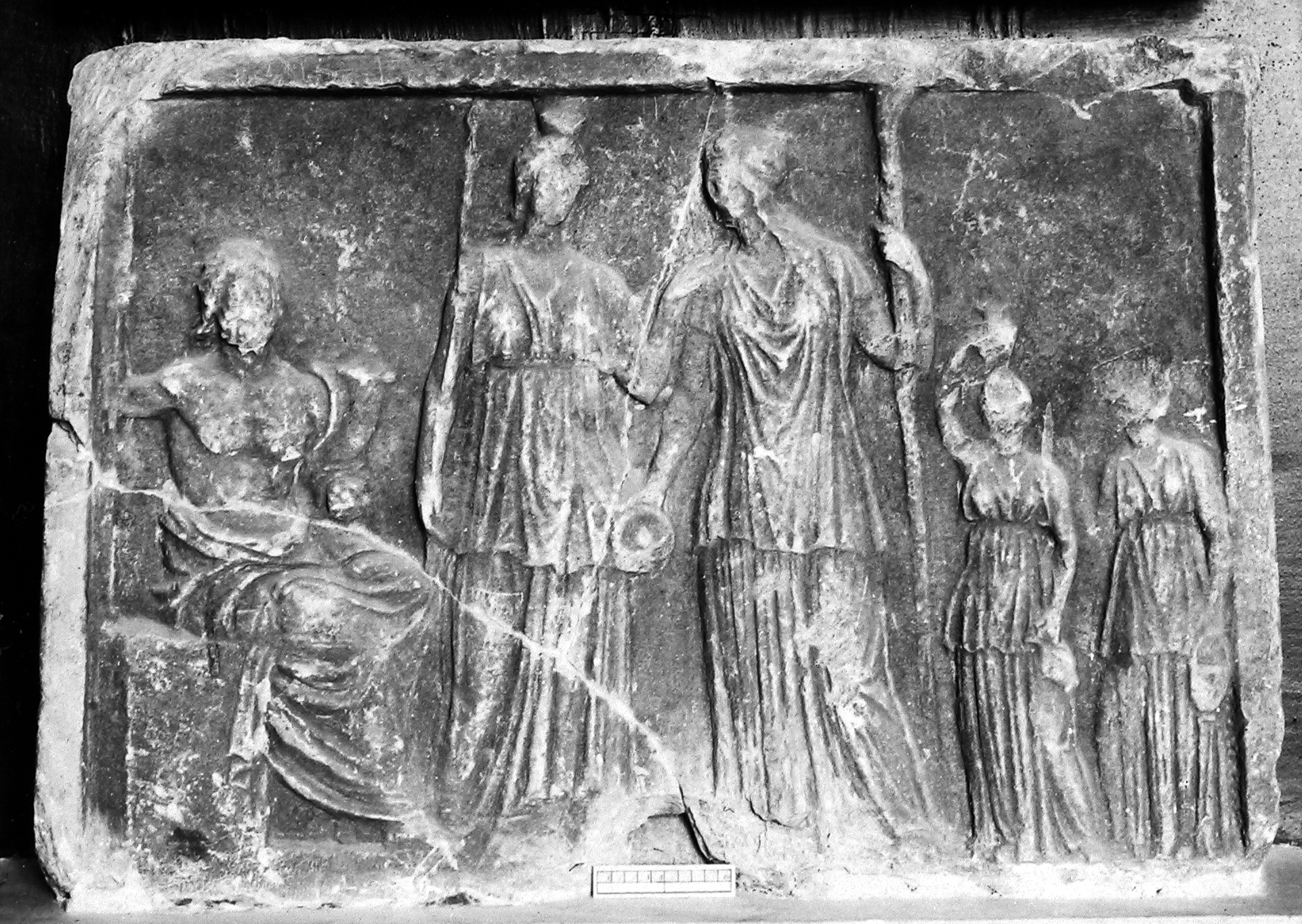
Bas-relief représentant des divinités grecques chthoniennes (musée national archéologique d'Athènes).

Les divinités grecques chthoniennes ou telluriques sont des divinités liées à la terre, au monde souterrain et infernal. 

## Terminologie
Certaines divinités sont dites « chthoniennes » (prononcé /ktɔnjε̃/, du grec ancien χθών / khthốn, « la terre ») ou « telluriques » (du latin tellus, « la terre ») parce qu'elles se réfèrent à la terre, au monde souterrain ou aux Enfers.
Dans la littérature grecque antique l'adjectif chtonios n'est pas réservé qu'à des divinités, puisqu'il peut aussi servir à désigner les défunts d'une manière générale, ainsi que les héros, qui sont les plus puissants des défunts,.

## Les divinités désignées comme chthoniennes
Les textes antiques désignent de manière individuelle certaines divinités comme chthoniennes, par des épithètes divines (épiclèses) : celles qui sont associées au monde souterrain, comme Hadès, Perséphone, les Érinyes/Euménides, Hécate, aussi Hermès voire Zeus ; celles associées à l'agriculture, comme Déméter, certains aspects de Zeus et Ge/Gaia la Terre dans un seul cas,. Ces désignations se font dans un contexte rituel, de manière à indiquer clairement que le fidèle cherchait à honorer et à se mettre en relation avec l'aspect chthonien de la divinité en question.
Le cas de Zeus « Chthonien » (Chthonios ou Katachthonios « souterrain », « dans la terre »), dont le culte est attesté à Mykonos, Corinthe et Olympie, est discuté : pour certains il s'agit d'un aspect chthonien du dieu Zeus, lié au monde souterrain ; pour d'autres il s'agit d'une manière de désigner Hadès, l'équivalent de Zeus pour le monde souterrain ; mais à Mykonos et dans un passage d'Hésiode (Les Travaux et les Jours, 465-467) il est plutôt un dieu agricole, associé à Déméter pour agir sur la croissance des plantes,,.
Les divinités chthoniennes sont désignées de manière collective dans plusieurs textes antiques. Des auteurs tragiques, notamment Eschyle, évoquent des « dieux chthoniens » ou des « daimones chthoniens », tantôt comme un collectif anonyme, tantôt en précisant leur nom (Ge/Gaïa, Hermès). On trouve également différentes sources antiques évoquant des déesses chthoniennes anonymes, derrière lesquelles il est tentant de voir Perséphone, Déméter ou les Erinyes/Euménides.
Dans le contexte du culte des défunts, des inscriptions, surtout datées de l'époque romaine, font référence à des theoi katachthonioi et plus rarement theoi chthonioi. Les tablettes de malédictions (défixion) évoquent couramment des dieux chthoniens, avant tout Hermès et Perséphone, en tant que puissances du monde souterrain auxquelles on fait appel pour garantir l'efficacité du rituel (les tablettes sont placées dans des tombes).
Surtout, plusieurs textes philosophiques-théologiques relatifs à la distinction voire l'opposition entre « divinités chthoniennes » et « divinités olympiennes » (ou « ouraniennes », c'est-à-dire célestes) ont attiré l'attention. Platon est le premier à l'évoquer dans Les Lois, mais elle est surtout approfondie par des auteurs d'époque romaine, notamment Plutarque puis Jamblique et Porphyre, qui dépeignent les divinités chthoniennes sous un jour négatif, et décrivent aussi le fait qu'elles disposent de lieux de culte et rites spécifiques (des sacrifices dans des autels bas). Les divinités caractérisées comme chthoniennes dans ces textes sont avant tout Ge/Gaïa, Kronos, Anubis, Hestia, Isis, aussi Aphrodite et Hestia.
D'autres divinités sont classées dans la catégorie des divinités chthoniennes par certains spécialistes modernes sans qu'aucun texte antique ne le fasse, parce qu'elles présentent des attributs qui les relient à la terre : c'est notamment le cas de Zeus Meilichios (célébré au printemps à Athènes lors des Diasies). D'autres en revanche considèrent que ce dieu ne peut pas être rangé dans cette catégorie si les textes antiques ne le font pas.

## Des rituels chthoniens?
En s'appuyant sur ces sources, les historiens de la religion grecque ont, à la suite de Karl Otfried Müller, défini une catégorie spécifique de divinités grecques chthoniennes, voire une « religion chthonienne » car on leur rend des cultes spécifiques. Puisqu'il s'agit de divinités liées à la nuit, ces rites ont lieu de nuit. Puisqu'elles sont liées à la terre et au monde souterrain, leurs autels se présentent comme des cavités creusées dans le sol (escharai), dans lesquelles on verse des liquides (du sang, du lait, du miel ; pas de vin). On leur sacrifie des animaux de couleur noire, qui sont entièrement consumés par le feu (holocauste), aucun banquet sacrificiel n'ayant lieu. Cela dessine en filigrane les rites rendus aux divinités olympiennes/ouraniennes qui se présentent comme leur opposé : ils ont lieu le jour, sur des autels élevés en direction du ciel, comprennent des libations de vin, des sacrifices d'animaux de couleur claire dont la viande est consommée,.
Une analyse plus fine de la documentation, entreprise en premier par Arthur Fairbanks, est venue mettre à mal cette opposition binaire. Les rites sacrificiels peuvent être divers dans le monde grec : la forme dominante est certes celle du sacrifice d'animal sur un autel haut, mais une grande variété de sacrifices et offrandes sont accomplis dans les sanctuaires du monde grec, sans être forcément déterminés par la nature olympienne ou chthonienne de la divinité honorée. Il n'y a donc pas de « sacrifice chthonien »,. Du reste plusieurs divinités peuvent être à la fois olympiennes et ouraniennes, comme Zeus, Hermès ou Déméter.
Une partie des spécialistes de la religion grecque tend donc à rejeter l'idée d'une opposition chthonien/olympien. D'autres adoptent une position plus nuancée : dans la mesure où certains textes antiques évoquent bien ces notions et l'opposition entre les deux, il faut les accepter, mais avec des réserves. Le terme chthonien reste notamment employé par des spécialistes pour désigner des divinités et des rites en lien avec la terre, les morts et le monde souterrain.